# Magkano Ba Ang Pag-ibig?
Magkano Ba ang Pag-ibig? war eine philippinische Drama-Fernsehserie, die vom 30. September 2013 bis zum 14. Februar 2014 auf GMA Network ausgestrahlt wurde.

## Hintergrund
Die erste Episode der Serie hatte ihre Premiere am 30. September 2013 auf GMA Network. Für die Serie wurden einige Stars der philippinischen Film- und Fernsehwelt gecastet. Nicht nur Heart Evangelista, der die Hauptrollen übernahm, ist zu sehen. Die weiblichen Hauptrollen übernahmen Sid Lucero, Dominic Roco, Katrina Halili, Alessandra de Rossi, Isabel Oli und Ana Capri, die schon früher mit Lucero zusammengearbeitet hatten. Regie führte Maryo J. de los Reyes.

## Besetzung
| Schauspieler         | Rolle                                |
| Celia Rodriguez      | Doña Hilaria Buenaventura            |
| Pen Medina           | Andoy Aguirre                        |
| Sharmaine Buencamino | Loida Canlas-Aguirre                 |
| Leni Santos          | Charlene Elizabeth „Charly“ Mangahas |
| Luz Valdez           | Rosing Villasanta                    |
| Aaron Yanga          | Federico Mangahas                    |
| Mariel Pamintuan     | Mila Aguirre                         |
| Joshua Uy            | Calvin Aguirre                       |
| Bryan Benedict       | James Macaraeg-Buenaventura          |
| Nicky Castro         | Fino Aguirre                         |
| Zyrael Jestre        | Miggy Cruz                           |
| Benedict Campos      | Bryce Macaraeg                       |
| Angelo Ilagan        | Amiel Aguirre                        |
| Vangie Labalan       | Sonia Aguirre                        |
| Rommel Padilla       | Oscar Ramos                          |